# راتينجية صربية
الراتينجية الصربية نوع شجري يتبع جنس الراتينجية من الفصيلة الصنوبرية.

## البيئة والانتشار
نوع نادر موطنه بعض مناطق صربيا والبوسنة والهرسك. شكله جميل يستعمل كنبات زينة في كثير من مناطق العالم.